# Texella hardeni
Texella hardeni is een hooiwagen uit de familie Phalangodidae.